# Бредлі (округ, Теннессі)
Шаблон:StateAbbr_ 35°09′ пн. ш. 84°52′ зх. д. / 35.15° пн. ш. 84.86° зх. д.
Округ Бредлі (англ. Bradley County) — округ (графство) у штаті Теннессі, США. Ідентифікатор округу 47011.

## Історія
Округ утворений 1836 року.

## Демографія
За даними перепису 2000 року загальне населення округу становило 87965 осіб, зокрема міського населення було 58192, а сільського — 29773. Серед мешканців округу чоловіків було 42888, а жінок — 45077. В окрузі було 34281 домогосподарство, 24660 родин, які мешкали в 36820 будинках. Середній розмір родини становив 2,94.
Віковий розподіл населення поданий у таблиці:
| Стать    | До 15 років | 15-21 | 22-29 | 30-39 | 40-49 | 50-65 | 65-85 | Понад 85 |
| -------- | ----------- | ----- | ----- | ----- | ----- | ----- | ----- | -------- |
| Чоловіки | 9103        | 4696  | 5006  | 6614  | 6163  | 7076  | 3953  | 277      |
| Жінки    | 8283        | 4818  | 4974  | 6736  | 6540  | 7637  | 5314  | 775      |

## Суміжні округи
- Макмінн — північ
- Полк — схід
- Маррей, Джорджія — південний схід
- Вітфілд, Джорджія — південь
- Гамільтон — захід
- Меґс — північний захід

## Виноски
1. ↑  U.S. Decennial Census. United States Census Bureau. Архів оригіналу за 26 квітня 2015. Процитовано 1 квітня 2015.
2. ↑  Historical Census Browser. University of Virginia Library. Архів оригіналу за 11 серпня 2012. Процитовано 1 квітня 2015.
3. ↑  Forstall, Richard L., ред. (27 березня 1995). Population of Counties by Decennial Census: 1900 to 1990. United States Census Bureau. Архів оригіналу за 21 лютого 2015. Процитовано 1 квітня 2015.
4. ↑  Census 2000 PHC-T-4. Ranking Tables for Counties: 1990 and 2000 (PDF). United States Census Bureau. 2 квітня 2001. Архів оригіналу (PDF) за 18 грудня 2014. Процитовано 1 квітня 2015.
5. ↑  State & County QuickFacts. United States Census Bureau. Архів оригіналу за 21 лютого 2016. Процитовано 29 листопада 2013. [Архівовано 2011-06-07 у Wayback Machine.](англ.) Наведено за англійською вікіпедією.
6. ↑  American FactFinder. Бюро перепису населення США. Архів оригіналу за 26 лютого 2012. Процитовано 31 січня 2008. [Архівовано 2008-05-21 у Wayback Machine.]

| США | Це незавершена стаття з географії США. Ви можете допомогти проєкту, виправивши або дописавши її. |